# Публий Ноний Аспренат (консул 38 г.)
Публий Ноний Аспренат (на латински: Publius Nonius Asprenas; † 41) е политик и сенатор на ранната Римска империя.

## Биография
Ноний Аспренат произлиза от фамилията Нонии, клон Аспренат (Nonii Asprenates), които са роднини на император Тиберий. Той е син на Луций Ноний Аспренат (консул 6 г.) и Калпурния (род. 25 пр.н.е.), дъщеря на Луций Калпурний Пизон Понтифекс (консул 15 пр.н.е.). Баща му е син на Луций Ноний. Майка му е роднина на Калпурния Пизония, последната съпруга на Гай Юлий Цезар. Брат е на Луций (суфектконсул 29 г.) и Ноний Аспренат Калпурний Торкват.
През 38 г. Ноний Аспренат е консул заедно с Марк Аквила Юлиан. През 41 г. Публий Ноний Аспренат умира.